# Melanopopillia hainanensis
Melanopopillia hainanensis är en skalbaggsart som beskrevs av Lin 1980. Melanopopillia hainanensis ingår i släktet Melanopopillia och familjen Rutelidae. Inga underarter finns listade i Catalogue of Life.